# Nice-10 (tổng)
Tổng Nice-10 là một tổng của Pháp. Tổng này nằm ở tỉnh Alpes-Maritimes trong vùng Provence-Alpes-Côte d’Azur.

## Các đơn vị hành chính
Tổng Nice-10 bao gồm một phần của Nice, các khu phố sau của Nice thuộc tổng này:
- Magnan
- Fabron
- Ste Hélène
- La Lanterne
- Carras
- Ferber
- Caucade
- Les Eucalyptus

## Lịch sử
| Ngày bầu cử                                                     | Tên             | Đảng | Tư cách                        |
| --------------------------------------------------------------- | --------------- | ---- | ------------------------------ |
| Bernard Asso là tổng ủy viên hội đầu đầu tiên của tổng Nice-10. |                 |      |                                |
| 1985                                                            | M. Bernard Asso | RPR  |                                |
| 1992                                                            | M. Bernard Asso | RPR  |                                |
| 1998                                                            | M. Bernard Asso | RPR  |                                |
| 2004                                                            | M. Bernard Asso | UMP  | Adjoint au Thị trưởng của Nice |

## Biến động dân số
| 1882                                         | 1926 | 1962 | 1968 | 1975 | 1982 | 1990 | 1999   |
|                                              |      |      |      |      |      |      | 31 550 |
| -------------------------------------------- | ---- | ---- | ---- | ---- | ---- | ---- | ------ |
| Số liệu từ năm 1990: Dân số không tính trùng |      |      |      |      |      |      |        |